# Massoteres
Massoteres település Spanyolországban, Lleida tartományban. Massoteres Sanaüja, Biosca, Torà, Sant Guim de la Plana, Guissona és Torrefeta i Florejacs községekkel határos. Lakosainak száma 216 fő (2024).

## Népesség
A település népessége az utóbbi években az alábbiak szerint változott:
| Lakosok száma | 194  | 683  | 511  | 372  | 158  | 200  | 209  | 196  | 218  | 216  |
|               | 1717 | 1887 | 1936 | 1960 | 1986 | 2004 | 2009 | 2014 | 2019 | 2024 |